# Il bell'Antonio (romanzo)
Il bell'Antonio è un romanzo di Vitaliano Brancati pubblicato nel 1949.
Per questo romanzo Brancati riceverà, nel 1950 il Premio Bagutta.

## Trama
1930. Il protagonista è il bellissimo giovane Antonio Magnano, che vive a Catania in pieno periodo fascista.
Ha la fama di seduttore e per questo è invidiato dagli uomini e ambito dalle donne. Ma sarà proprio questa fama a rovinarlo. Si sposa con Barbara, la figlia di un ricco notaio della città, ma dopo tre anni di matrimonio emerge, con tutta la sua infamia, l'incapacità di "farsi onore" con una donna, colpa gravissima per la cultura siciliana degli anni trenta. Quando ammette la sua impotenza la sua vita cambia radicalmente, e da persona invidiata passa allo stato di uomo deriso.
Lorenzo Calderara, la figura del federale fascista, è ispirata a Vincenzo Zangara che diverrà vice-segretario nazionale del Partito nel 1937.

## Commento
Con il romanzo lo scrittore riprende i motivi del "Don Giovanni" producendo un romanzo corale. Nel descrivere un ambiente cittadino, effettivamente riconoscibile nella Catania di quegli anni, delinea un contesto che assomiglia a una grande commedia antica e che rappresenta, in fatto di "orchestrazione", un grande progresso nei confronti del Don Giovanni.
Il romanzo utilizza il tema dell'impotenza sessuale come opposizione verso la mentalità che incarna nella virilità un valore assoluto o, più in generale, un dissenso verso una società che nasconde sotto il fanatismo politico e sessuale un vuoto profondo.

## Nei media
Celebre adattamento cinematografico è l'omonimo film del 1960 di Mauro Bolognini, con protagonisti Marcello Mastroianni e Claudia Cardinale.
Il bell'Antonio è anche una miniserie televisiva del 2005 per la regia di Maurizio Zaccaro.
Nel 2005 è stata fatta una riduzione teatrale a cura di Antonia Brancati e Simona Celi.

## Edizioni
- Vitaliano Brancati, Il bell'Antonio, Bompiani, 1949.
- Vitaliano Brancati, Il bell'Antonio, I delfini, Bompiani, 1965.
- Vitaliano Brancati, Il bell'Antonio, La grande biblioteca, Fabbri, 1975.
- Vitaliano Brancati, Il bell'Antonio, collana Classici moderni, Oscar Mondadori, 2001, ISBN 88-04-48632-5.
- Vitaliano Brancati, Il bell'Antonio, collana Oscar moderni, Mondadori, 2018, ISBN 88-04-68538-7.